# Cliff Marshall
Cliff Marshall (Liverpool, 4 novembre 1955 – 24 novembre 2021) è stato un calciatore inglese, di ruolo attaccante.

## Caratteristiche tecniche
Era un'ala.

## Carriera
Dopo aver giocato nelle giovanili dell'Everton viene aggregato alla prima squadra delle Toffees durante la stagione 1973-1974; fa il suo vero e proprio esordio tra i professionisti solamente nella stagione successiva, durante la quale gioca 3 partite nella prima divisione inglese ed una partita in FA Cup: in particolare, la partita di esordio è la vittoria casalinga per 3-0 contro il Leicester City dell'11 gennaio 1975. Nella stagione 1975-1976 gioca invece 4 partite in prima divisione, ed a fine anno si trasferisce nella NASL ai Miami Toros, con i quali nel 1976 mette a segno 5 reti e 2 assist in 16 partite di campionato, tra le quali spicca la tripletta del 15 agosto 1976 nella vittoria per 5-4 sul campo dei Boston Minutemen, tra l'altro nella sua ultima partita ufficiale con i Toros.
Dopo il trasferimento della franchigia a Fort Lauderdale, sempre in Florida, ove assunse il brand dei Ft. Lauderdale Strikers, torna poi in patria, trascorrendo la stagione 1976-1977 al Southport (con cui gioca 13 partite nel campionato di quarta divisione, giocando inizialmente da titolare ma trovando poi poco spazio nel prosieguo della stagione a causa di un infortunio ad un'anca) e la stagione 1977-1978 ai semiprofessionisti del Winsford, per poi ritirarsi all'età di 23 anni.
In carriera ha giocato complessivamente 20 partite nei campionati della Football League.